# Super League 2023 (Brunei)
La Brunei Super League 2023 è stata l'ottava edizione della Brunei Super League, massima serie del campionato Bruneiano di calcio. Il campionato è iniziato il 3 marzo 2023 e si sarebbe dovuto concludere il 18 novembre 2023.
Il 15 settembre 2023 la federazione ha annunciato che il campionato sarebbe stato terminato prematuramente per mancanza di fondi. Il 17 novembre, al termine della sedicesima giornata, il campionato è stato interrotto e il Kasuka è stato dichiarato campione.

## Stagione

### Novità
Nella stagione 2023 il campionato viene ristabilito a 16 squadre, dopo la parentesi a 15 della stagione 2021 e la mancata organizzazione della stagione 2022 a causa della pandemia di Covid-19.

#### Aggiornamenti
- Il DPMM FC non si iscrive alla Super League 2023 perché invitato ad unirsi alla Singapore Premier League.
- In seguito alle defezioni delle rappresentative dei distretti di Belait e Tutong, vengono promosse nella massima serie AKSE Bersatu e Lun Bawang FC.
- Il 14 settembre la lega viene abbandonata per mancanza di fondi. La classifica del 17 novembre, dopo che tutte le squadre hanno giocato 16 partite, è diventata la classifica finale del campionato. [3]

### Formula
Il campionato si svolge con la formula del girone unico e vede 16 squadre partecipanti. Non sono previste retrocessioni.

## Squadre
| Club                       | Distretto    |
| -------------------------- | ------------ |
| AKSE Bersatu               | Brunei-Muara |
| Angkatan Bersenjata Diraja | ---          |
| Bakes                      | Brunei-Muara |
| Brunei Shell               | Belait       |
| IKLS                       | Brunei-Muara |
| Indera                     | Brunei-Muara |
| Jerudong                   | Brunei-Muara |
| Kasuka                     | Brunei-Muara |
| Kota Rangers               | Brunei-Muara |
| Kuala Belait               | Belait       |
| Lun Bawang                 | Temburong    |
| MS PDB                     | ---          |
| Panchor Murai              | Brunei-Muara |
| Rimba Star                 | Brunei-Muara |
| Setia Perdana              | Brunei-Muara |
| Wijaya                     | Brunei-Muara |

## Classifica Finale
|                   | Pos. | Squadra       | Pt | G  | V  | N | P  | GF | GS | DR  |
| ----------------- | ---- | ------------- | -- | -- | -- | - | -- | -- | -- | --- |
| Brunei (bandiera) | 1.   | Kasuka        | 48 | 16 | 16 | 0 | 0  | 88 | 7  | +81 |
|                   | 2.   | Indera        | 41 | 16 | 13 | 2 | 1  | 69 | 9  | +60 |
|                   | 3.   | Kota Rangers  | 41 | 16 | 13 | 2 | 1  | 39 | 10 | +29 |
|                   | 4.   | MS ABDB       | 33 | 16 | 10 | 3 | 3  | 45 | 12 | +33 |
|                   | 5.   | AKSE Bersatu  | 32 | 16 | 10 | 2 | 4  | 47 | 15 | +32 |
|                   | 6.   | Kuala Belait  | 32 | 16 | 10 | 2 | 4  | 21 | 15 | +6  |
|                   | 7.   | MS PDB        | 30 | 16 | 10 | 0 | 6  | 42 | 18 | +24 |
|                   | 8.   | IKLS          | 21 | 16 | 6  | 3 | 7  | 28 | 36 | -8  |
|                   | 9.   | Wijaya        | 21 | 16 | 7  | 0 | 9  | 26 | 34 | -8  |
|                   | 10.  | Rimba Star    | 18 | 16 | 6  | 0 | 10 | 28 | 29 | -1  |
|                   | 11.  | Lun Bawang    | 16 | 16 | 5  | 1 | 10 | 17 | 45 | -28 |
|                   | 12.  | Panchor Murai | 10 | 16 | 3  | 1 | 12 | 14 | 53 | -39 |
|                   | 13.  | Bakes         | 9  | 16 | 2  | 3 | 11 | 14 | 57 | -43 |
|                   | 14.  | Setia Perdana | 8  | 16 | 2  | 2 | 12 | 8  | 64 | -56 |
|                   | 15.  | BSRC          | 7  | 16 | 2  | 1 | 13 | 7  | 38 | -31 |
|                   | 16.  | Jerudong      | 6  | 16 | 2  | 0 | 14 | 18 | 69 | -51 |

Legenda:

      Campione di Brunei e ammesso ai play-off della AFC Challenge League 2024-2025
Regolamento:
Tre punti a vittoria, uno a pareggio, zero a sconfitta.
In caso di arrivo di due o più squadre a pari punti, la graduatoria verrà stilata secondo la classifica avulsa tra le squadre interessate che prevede, in ordine, i seguenti criteri:
- Punti negli scontri diretti.
- Differenza reti negli scontri diretti.
- Differenza reti generale.
- Reti realizzate in generale.
- Sorteggio.

Note: